# زمزور (المضاربة والعارة)

تعديل مصدري - تعديل

زمزور هي إحدى قرى عزلة المضاربة بمديرية المضاربة والعارة التابعة لمحافظة لحج، بلغ تعداد سكانها 34 نسمة حسب تعداد اليمن لعام 2004.